# Trumpet (Drop'sのアルバム)
『trumpet』（トランペット）はDrop'sが前作のミニ・アルバム「organ」と同時企画されたミニアルバム。
2019年3月29日にベルウッド・レコードから発売された。

## 解説
- 前作のミニ・アルバム「organ」と同時企画されたミニアルバム。
- 収録曲は、春をイメージして選曲された。
- リード曲『毎日がラブソング』は、前作のリード曲と同様に作曲家・多保孝一と、共同制作した楽曲[1]。
- ジャケットデザインは、れもんらいふの千原徹也。

## 収録曲
1. 毎日がラブソング (4:57)
作詞 - 中野ミホ / 作曲 - 中野ミホ・多保孝一 / 共同制作&プロデュース - 多保孝一
2. 空はニューデイズ (3:35)
作詞・作曲 - 中野ミホ
  - 2016年1月作。中野ミホがイマイアキノブとの弾き語りツアーのことを書いた曲。
3. ムーン・ライト (4:56)
作詞・作曲 - 中野ミホ
  - 2017年自主企画イベント「ICECREAM THEATER 4」で披露。
4. RAINY DAY (3:24)
作詞・作曲 - 中野ミホ
  - 2016年10月のライブで披露。
5. SWEET JOURNEY BLUES (4:43)
作詞・作曲 - 中野ミホ
  - 2017年1月8日のライブ「SWEET JOURNEY BLUES」で披露。
6. ためいき (4:25)
作詞・作曲 - 中野ミホ
  - 「organ」Release Party “冬の日のおるがん” LIVE音源。
7. 未来 (4:36)
作詞・作曲 - 中野ミホ
  - 「organ」Release Party “冬の日のおるがん” LIVE音源。